# Флаг Государства Шан
Флаг Государства Шан (Штата Шан) был принят в качестве одного из положений Паньлонгского соглашения, подписанного 12 февраля 1947 года, которое стало одним из важнейших этапов на пути к независимости Мьянмы.
Флаг представляет собой горизонтальную полосу жёлтых, зелёных и красных цветов с белым кругом в центре. Жёлтый цвет символизирует буддизм, который исповедует большинство народа Шан, зелёный — богатое сельскохозяйственные угодье в Шане, красный — храбрость народа Шан, а белый круг представляет луну, которая символизирует надежды народа Шан на мир и стабильность. Другие толкования предполагают, что жёлтый представляет цвет монашеской рясы или рисового поля во время сбора урожая.

### Сноски
1. ↑  Shan State (Myanmar). www.crwflags.com. Дата обращения: 30 декабря 2022. Архивировано 30 января 2023 года.
2. ↑  About Shan. Дата обращения: 19 сентября 2023. Архивировано 17 марта 2022 года.